# Nanteau-sur-Essonne
Nanteau-sur-Essonne – miejscowość i gmina we Francji, w regionie Île-de-France, w departamencie Sekwana i Marna.
Według danych na rok 1990 gminę zamieszkiwały 314 osoby, a gęstość zaludnienia wynosiła 24 osób/km² (wśród 1287 gmin regionu Île-de-France Nanteau-sur-Essonne plasuje się na 918. miejscu pod względem liczby ludności, natomiast pod względem powierzchni na miejscu 233.).